# Arrondissement Savenay
Savenay is een voormalig arrondissement in het departement Loire-Atlantique in de Franse regio Pays de la Loire . Het arrondissement werd op 17 februari 1800 gevormd. In 1868 werd de onderprefectuur verplaatst naar Saint-Nazaire en werden tegelijkertijd een aantal kantons afgesplitst en verdeeld over de arrondissementen Châteaubriant en Nantes.

## Kantons
Het arrondissement was samengesteld uit de volgende kantons:
- kanton Blain - vanaf 1868 arrondissement Châteaubriant
- kanton Le Croisic - vanaf 1868 arrondissement Saint-Nazaire
- kanton Guémené-Penfao - vanaf 1868 arrondissement Châteaubriant
- kanton Guérande - vanaf 1868 arrondissement Saint-Nazaire
- kanton Herbignac - vanaf 1868 arrondissement Saint-Nazaire
- kanton Pontchâteau - vanaf 1868 arrondissement Saint-Nazaire
- kanton Saint-Etienne-de-Montluc - vanaf 1868 arrondissement Nantes
- kanton Saint-Gildas-des-Bois - vanaf 1868 arrondissement Saint-Nazaire
- kanton Saint-Nazaire-Centre - vanaf 1868 arrondissement Saint-Nazaire
- kanton Saint-Nazaire-Est - vanaf 1868 arrondissement Saint-Nazaire
- kanton Saint-Nazaire-Ouest - vanaf 1868 arrondissement Saint-Nazaire
- kanton Saint-Nicolas-de-Redon - vanaf 1868 arrondissement Châteaubriant
- kanton Savenay - vanaf 1868 arrondissement Saint-Nazaire